# Symbian-Plattform
Die Symbian-Plattform, auch Symbian-OS oder verkürzt Symbian [ˈsɪmbɪən] genannt, ist ein Betriebssystem (OS vom englischen Operating System) für Smartphones und PDAs. Vorgänger ist das nicht quelloffene EPOC. Die Unterstützung durch Nokia wurde Ende 2012 komplett eingestellt.
Das Handy-OS Symbian hat seine Ursprünge in der 32-Bit-EPOC-Plattform von Psion; diese wurde in einem 1998 gegründeten Konsortium mit dem Namen Symbian von den Mobilfunkunternehmen Ericsson, Motorola, Nokia und Psion eingesetzt und weiterentwickelt. Später setzten weitere Unternehmen wie z. B. Samsung das Betriebssystem für ihre Mobiltelefone ein. Die Symbian Ltd. wurde zehn Jahre später vollständig durch Nokia übernommen und sukzessive in eine gemeinnützige Organisation, die Symbian Foundation, überführt. Nokia erwarb im Dezember 2008 sämtliche Rechte und übertrug sie an die Symbian Foundation. Diese erklärte Symbian im Februar 2010 zur Open-Source-Lösung. Die Stiftung kümmerte sich ein knappes Jahr lang um die Entwicklung des Betriebssystems sowie um die Zusammenarbeit zwischen Open-Source-Entwicklern und den internen Symbianentwicklern. Am 17. Dezember 2010 teilte die Symbian Foundation mit, dass der Quelltext der Symbian-Plattform nicht mehr zum freien Download zur Verfügung gestellt werde. Seit dem 1. April 2011 ist der Symbiancode wieder verfügbar und steht unter einer eigenen, Symbian License genannten Lizenz, die weitestgehend nicht mit Open-Source-Lizenzen verträglich ist.
Symbian hat vieles mit PC-Betriebssystemen gemein, z. B. präemptives Multitasking, Multithreading und Speicherschutz. Neben Programmen in C++, Java und Flash Lite kann unter anderem auch OPL oder Python auf den Geräten verwendet werden. Unterstützung für Relationale Datenbanken in der Implementierung von SQLite wird ebenso angeboten.

## Geschichte
Am 24. Juni 2008 kündigten Nokia, Sony Ericsson, Motorola und NTT DoCoMo die Absicht an, Symbian OS, S60, UIQ und MOAP(S) zu einer einzigen offenen Plattform zu vereinen. Zusammen mit AT&T, LG Electronics, Samsung Electronics, STMicroelectronics, Texas Instruments und Vodafone D2 haben sie zur Stärkung der Anziehungskraft dieser vereinigten Softwareplattform die Symbian Foundation gegründet. Die Mitgliedschaft dieser Non-Profit-Foundation war gegen eine Jahresgebühr offen für alle Organisationen. Der Source Code wurde vollständig als Open Source veröffentlicht.
Zu Beginn setzten von den großen Herstellern nur Nokia, Siemens und Sony Ericsson auf diese Plattform. Später folgten Mobiltelefone mit Symbian OS von Arima, BenQ, Lenovo, Panasonic, Samsung, LG, Motorola oder Sendo. Erstes Mobiltelefon mit Symbian OS war der Nokia 9210 Communicator, damals mit der Version 6.0. Das Motorola A920 war das erste Symbian-OS-Handy für UMTS-Netze.
Im September 2010 verlautbarten sowohl Samsung als auch Sony Ericsson, bei zukünftigen Smartphones auf Symbian zu verzichten.
Im November 2010 gaben Nokia und die Symbian Foundation nach dem Ausstieg von Sony Ericsson und Samsung aus der Foundation bekannt, dass die Verwaltung und Entwicklung der Plattform ab April 2011 komplett bei Nokia liegen werde. Die Symbian Foundation übernehme ab da nur noch die Lizenzierung der Plattform.
Bereits im Februar 2011 jedoch gab der in einer Krise befindliche Nokia-Konzern bekannt, seine Smartphones künftig vor allem mit dem Betriebssystem Windows Phone 7 von Microsoft ausstatten zu wollen. Nach diesem Schritt deutete sich bereits an, dass Symbian auf dem Smartphone-Markt eine bedeutend geringere Rolle spielen werde als bis dahin angenommen.
Im Januar 2013 gab Nokia bekannt, keine Handys mit Symbian mehr herzustellen.

## Technik und Versionen

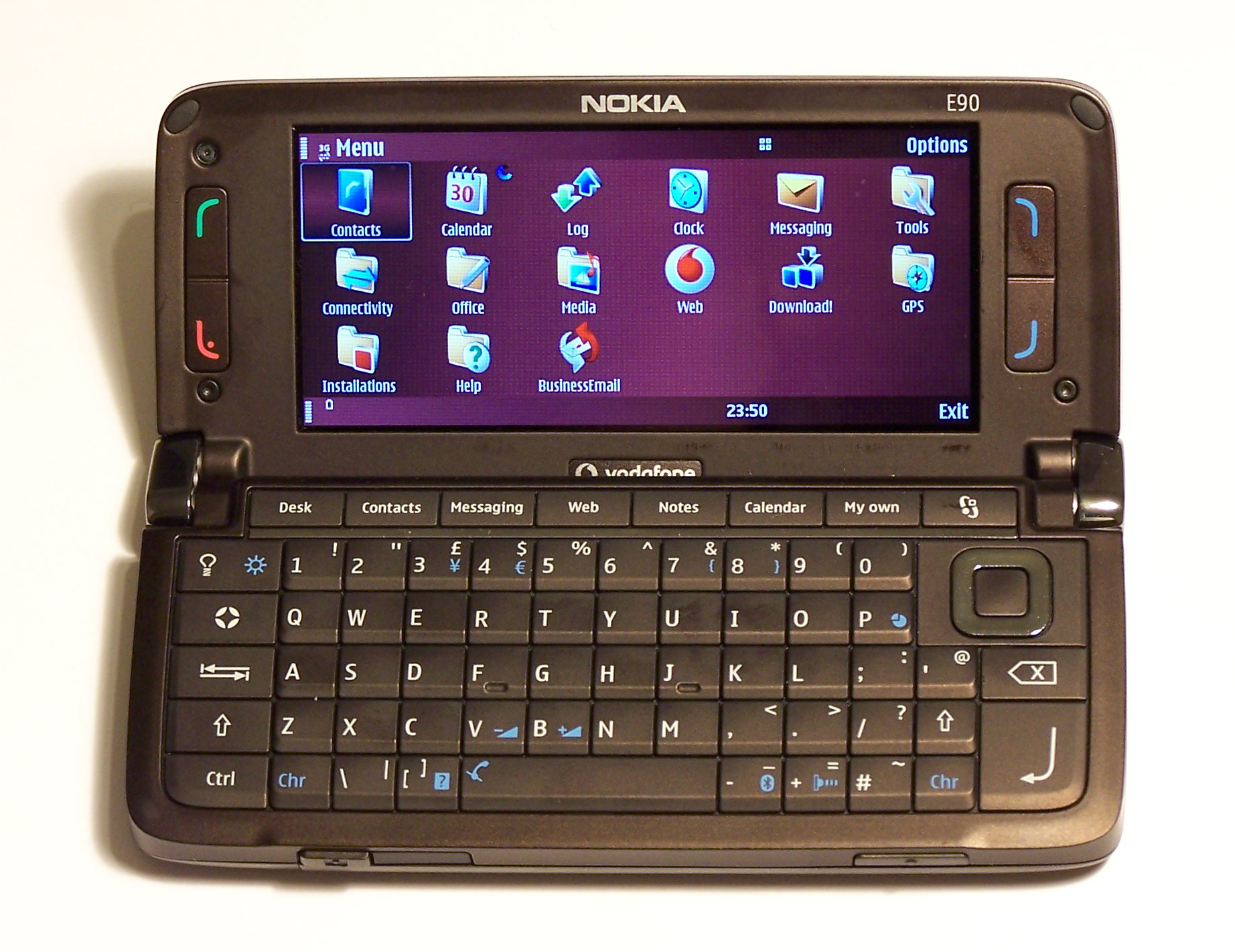
Betriebssystem Symbian v9.2 auf dem Smartphone Nokia E90

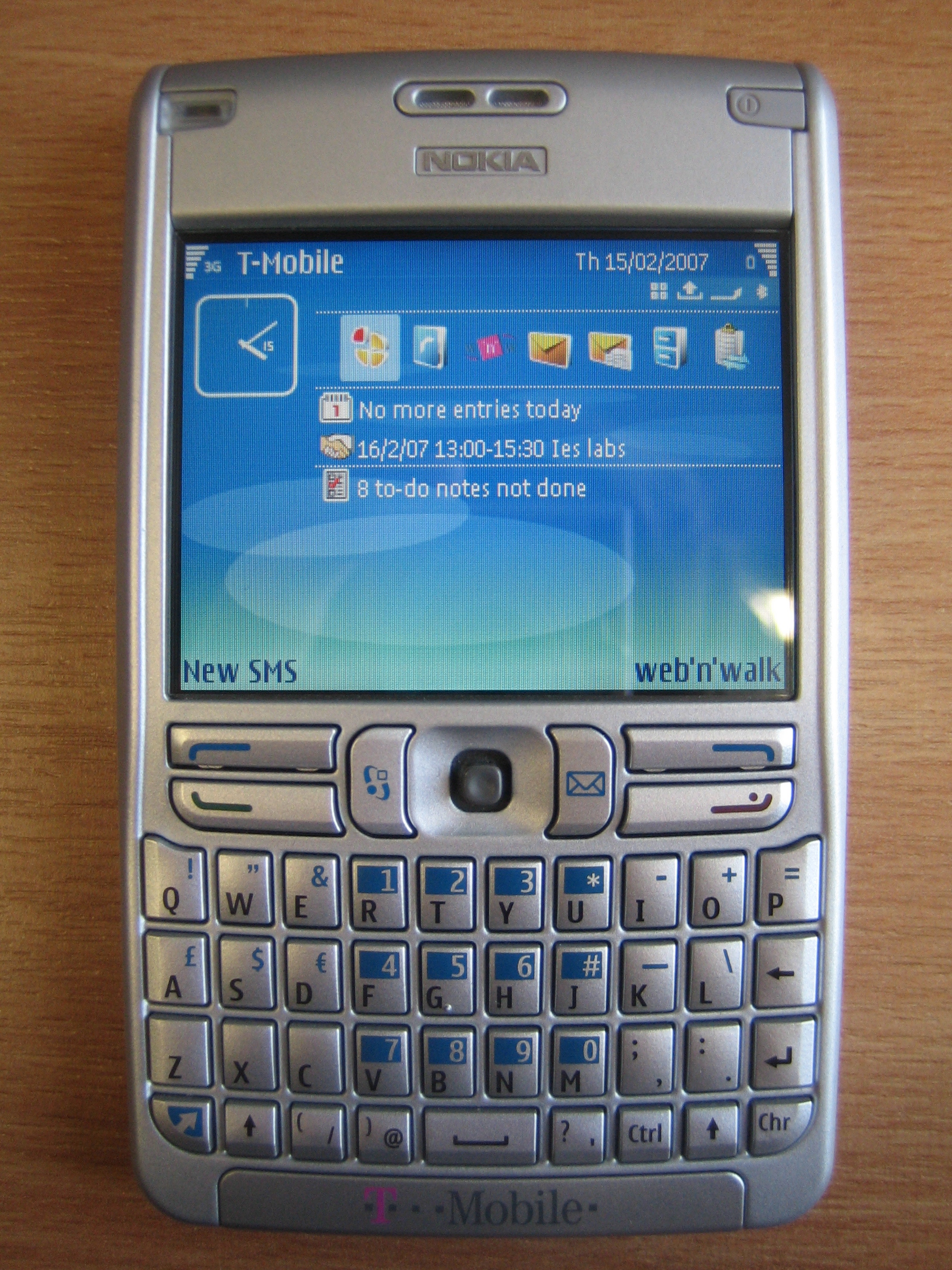
Symbian v9.1 auf Nokia E61

### Benutzeroberflächen
Im Gegensatz zum früheren Symbian OS, das eine zusätzliche Benutzerschnittstelle (UI) benötigte (entweder S60, UIQ oder MOAP(s)), beinhaltet die Symbian-Plattform eine UI-Komponente. Ursprünglich sollte diese Komponente ab der Version Symbian^4 auf der Qt-basierten Oberfläche Orbit beruhen. Nach Ankündigungen von Nokia im Oktober 2010 werden die Änderungen direkt in Qt entwickelt, Orbit wird nicht weiter verwendet.
Nokia sah vor 2008 Touchscreens als zu teuer und anfällig an und setzte daher bis dahin hauptsächlich auf Oberflächen mit reiner Tastaturbedienung. Seit 2008 gibt es Smartphones, die auf Symbian S60 v5 basieren und per Touchscreen bedient werden (z. B. Nokia N97, Nokia 5800 Xpress Music, Samsung i8910 HD und das Sony Ericsson Satio). Ende 2010 erschienen die ersten Touchscreen-Geräte mit der komplett quelloffenen Symbian^3-Plattform (u. a. Nokia N8), auf der letztmals für Touchscreens eine weiterentwickelte Form von S60 zum Einsatz kommt.

### Sicherheit
Durch die hohe Verbreitung von Symbian OS war Symbian auch im Visier von Virenprogrammierern. Handymalware wie „Skulls“ oder „ComWarrior“ haben zwar nur ein recht kleines Schadenspotenzial, doch schienen die Hersteller von Virenschutzprogrammen wie F-Secure oder Kaspersky Lab hier zunehmend einen interessanten Markt gesehen zu haben.
Durch die Implementierung eines Zertifikatsystems in Symbian OS ab Version 9.x ist das Ausführen von unerwünschtem Code erheblich eingeschränkt worden. Programme können nicht mehr ohne gültiges Zertifikat von SymbianSigned installiert werden, da jedes Installationspaket digital signiert werden muss. Hierdurch kann gecrackte oder mit Viren verseuchte Software nicht mehr ohne Umwege auf dem Mobilgerät installiert werden. Somit ist einer möglichen Verbreitung von Viren ein Riegel vorgeschoben worden und das Betreiben von Virenschutzprogrammen auf den betreffenden Geräten uninteressant.
Der „Curse of Silence“ zeigte eine Schwachstelle des gesamten Symbian OS (Symbian v9.3 ausgenommen). So ließ sich durch einfaches bzw. mehrfaches Senden einer SMS als E-Mail mit einem bestimmt langen Absender ein Buffer Overflow erzeugen. Dies hatte zur Folge, dass ein Empfangen von Nachrichten unmöglich wurde. Der Anwender des Handys nimmt keinen Empfang dieser Nachricht wahr.

### Versionsgeschichte (ab 2008)
Symbian^1, die erste Version, ist die Basis der Plattform und als solche keine eigentliche Veröffentlichung der Symbian Foundation. Diese Version beinhaltet das „alte“ Symbian OS und S60 5th Edition, das auf Symbian OS 9.4 aufbaut; es ist nicht als Open Source verfügbar.
Symbian^2 ist die erste Version der Plattform, für die keine Lizenzgebühr verlangt wird. Obwohl Teile von Symbian^2 unter der EPL lizenziert sind, steht der Großteil des Quellcodes unter der geschützten SFL-Lizenz und ist nur für Mitglieder der Symbian Foundation zugänglich. Am 1. Juni 2010 haben mehrere japanische Unternehmen, darunter NTT DoCoMo und Sharp, Smartphones mit Symbian^2 für den japanischen Markt angekündigt.
Symbian^3 wurde am 15. Februar 2010 angekündigt. Diese Version ist die erste vollständig quelloffen verfügbare Version der Plattform, nachdem die gesamte Codebasis Anfang Februar 2010 offengelegt wurde. Symbian^3 beinhaltet einige neue Features, etwa Unterstützung für HDMI-Aufzeichnung und -Ausgabe, eine neue 2D- und 3D-Grafik-Architektur und User-Interface-Verbesserungen für eine leichtere Bedienung. Menüs sind jetzt mittels einfacher Berührung zugänglich (Vorgängerversionen benötigten teilweise zwei Klicks) und bis zu drei anpassbare Startbildschirme. Die Veröffentlichung des Symbian^3-SDKs war für Oktober 2010 geplant und erfolgte im Mai 2011.
Die ersten Telefone mit der quelloffenen Version der Plattform sind Symbian^3-Smartphones; vier dieser Geräte wurden bislang (Stand: September 2010) von Nokia noch für 2010 angekündigt: Das Nokia N8, das C6-01, C7 und E7.
Symbian^4 wurde nach ursprünglichen Plänen für das erste Halbjahr 2011 erwartet. Kernstück von Symbian^4 sollte eine komplett überarbeitete Benutzeroberfläche sein, die auf Qt basiert. Am 21. Oktober 2010 gab Nokia bekannt, die Symbian-Plattform für seine Geräte nicht mehr in großen Versionssprüngen (wie der Schritt von Symbian^3 auf Symbian^4) weiterzuentwickeln, sondern in kleineren Stücken, die Smartphone-Besitzern per Update sofort zur Verfügung gestellt werden. Als Beispiel wurde die Komplett-Überarbeitung der Nutzeroberfläche genannt, die ursprünglich erst mit Symbian^4-Geräten eingeführt werden sollte, nach gegenwärtigem Stand aber auch bereits für Symbian^3-Geräte kommen wird. Dementsprechend werde Nokia auch nicht mehr von Symbian^3 oder Symbian^4 sprechen, sondern nur noch von der Plattform als ganzes. Basis für diese Weiterentwicklung, die neben Symbian auch MeeGo bedienen soll, ist Qt. Mit dem Übergang der Entwicklung und Verwaltung der Plattform von der Symbian Foundation auf Nokia wird das auch der zukünftige Entwicklungsplan für die Plattform sein, die hochgestellten Versionsnummern sind ab Symbian^3 obsolet.

## Liste von Symbian-Smartphones

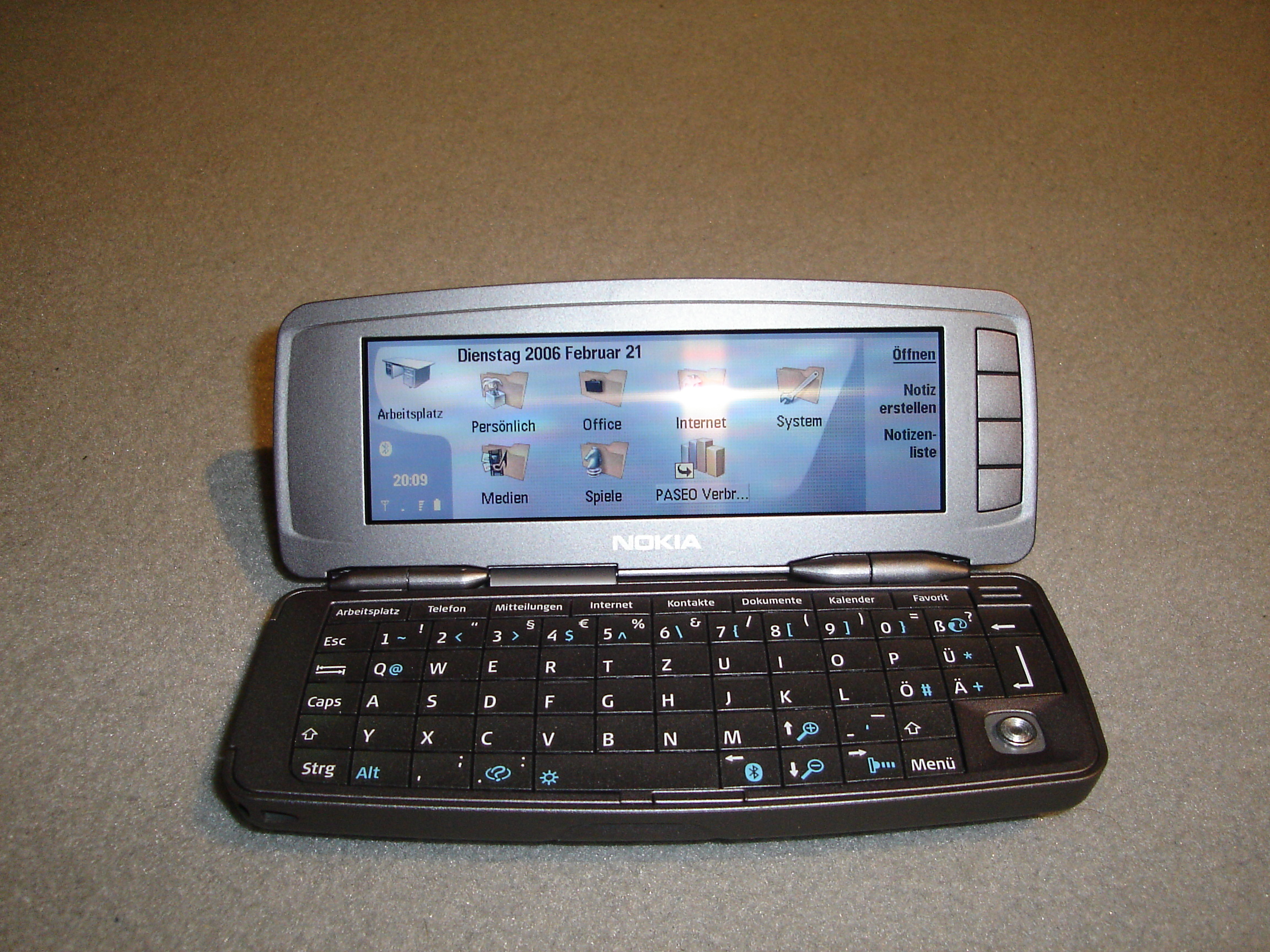
Symbian v7 auf dem Nokia 9300i

### Symbian OS v6.0
- Nokia 9210 Communicator, 9210i Communicator, 9290 Communicator

### Symbian OS v6.1
- Foma D901i, F2051, F2102V, F700i, F900i
- Nokia 3600, 3620, 3650, 3660, 7650, N-Gage, N-Gage QD
- Sendo X
- Siemens SX1

### Symbian OS v7
- Arima U300, U308
- Benq P30, P31
- Panasonic V800
- Motorola A920, A925, A1000, A1010
- Nokia 3230, 6260, 6600, 6620, 6670, 7610, 7710, Communicator 9300, Communicator 9300i, Communicator 9500
- Panasonic X700, X800
- Samsung SGH-D720, SGH-D730
- Sony Ericsson P800, P900, P910

### Symbian OS v8
- Lenovo P930
- Nokia 6630, 6638, 6680, 6681, 6682, N72
- Samsung SGH-i520, SGH-D720, SGH-D730

### Symbian OS v8.1a/b
- Nokia N70, N90

### Symbian OS v9.1
- Nokia 3250, 5500
- Nokia E50, E60, E61, E61i, E62, E65, E70
- Nokia N71, N73, N75, N77, N80, N80ie, N91, N92, N93, N93i
- Nokia 6110 Navigator

#### UIQ v3.0
- Sony Ericsson G700, G900, M600, P1, P1i, P990, W950, W960

#### UIQ v3.1
- Motorola RIZR Z8/Motorola Nahpohos Z8

#### UIQ v3.2
- Motorola RIZR Z10 (UIQ 3.2)

### Symbian OS v9.2
- LG KS10 JoY, KT610
- Samsung SGH-i520, i550, i560
- Motorola Z8
- Nokia E51, E63, E71, E90
- Nokia N76, N81 (8GB), N82, N95, N95 (8GB)
- Nokia 5700 XpressMusic, 6120 classic, 6121 classic, 6290, 6124 classic
- Samsung SGH-G810

### Symbian OS v9.3
- Nokia C5
- Nokia E52, E72, E75, E55, E66
- Nokia N78, N79, N85, N86 8MP, N96
- Nokia 5630 XpressMusic, 5730 XpressMusic, Nokia 6710 Navigator, 6220 classic, 6650 (t-mobile), 5320 XpressMusic
- Samsung i8510 Innov8, Samsung i7110, Samsung SGH-i550, Samsung SGH-L870
- Nokia C5-00

### Symbian OS v9.4/Symbian^1
- Nokia 5530 XpressMusic, Nokia 5228, Nokia 5230, Nokia 5235, Nokia 5250, Nokia 5800 XpressMusic, Nokia 5800 Navigation Edition
- Nokia N97, Nokia N97 mini
- Nokia X6-00
- Nokia C5-03
- Nokia C6-00
- Samsung i8910 HD[25]
- Sony Ericsson Satio (Konzeptname: Idou)
- Sony Ericsson Vivaz (pro)

### Symbian^3/Symbian „Anna“
Das System Symbian^3 wurde unter dem Namen „Anna“ vermarktet.
- Nokia N8-00[27]
- Nokia E6-00[28]
- Nokia E7-00[29]
- Nokia C6-01[30]
- Nokia C7-00[31]
- Nokia X7-00[32]
- Nokia 702T, nur für den chinesischen Markt[33]

Symbian Anna bietet im Vergleich zum Vorgänger eine verbesserte Texteingabe inklusive einer QWERTZ-Eingabe im Querformat, einen aktualisierten Browser, einen vollwertigen VPN-Client sowie eine gerätebeschleunigte Verschlüsselungsfunktion und eine Unterstützung von USB-OTG-Geräten. Ab August 2011 wurde Symbian Anna als Aktualisierung für alle Geräte mit Symbian^3 schrittweise bereitgestellt. Das Nokia E6 und Nokia X7-00 enthielten Symbian Anna bereits im Auslieferungszustand.

### Symbian „Belle“/„Nokia Belle“
Im August 2011 hat Nokia den Nachfolger von „Anna“ vorgestellt, der den Namen „Symbian Belle“ trägt. Zu den Neuerungen des Betriebssystems gehören Live Widgets, die frei auf dem Startbildschirm positionierbar sind, sowie eine verbesserte Integration der sozialen Netzwerke Facebook und Twitter. Im Herbst 2011 erschienen die ersten Geräte mit Symbian Belle:
- Nokia 500[36]
- Nokia 603[37]
- Nokia 700[38]
- Nokia 701[39]

Für alle „Symbian-Anna“- und Symbian^3-Geräte wurde eine 300 MB große Aktualisierung auf „Nokia Belle“ am 8. Februar 2012 zur Verfügung gestellt. Aufgrund der Auflösung des Markenbegriffs Ovi, welcher ehemals Nokiaanwendungen wie z. B. den Nokia Store betitelte, entschied Nokia nun auch das Betriebssystem umzubenennen.
Am 27. Februar 2012 wurde das Nokia 808 PureView, das ab Juni 2012 im Handel erhältlich war, mit einer aktualisierten Symbian Version „Nokia Belle Feature Pack 1“ vorgestellt. Diese Version gab es auch als Over-the-Air-Update für die Modelle Nokia 603, Nokia 700 und Nokia 701 – für die letzten beiden Geräte mit einer Erhöhung des CPU-Takts von 1 GHz auf 1,3 GHz.
Am 28. August 2012 wurde „Nokia Belle Refresh“ für Symbian^3 Smartphones der ersten Generation (Nokia N8, E7, C7, C6-01, X7 und E6) vorgestellt. Es beinhaltet neben einer neuen Browserversion auch spezifische N8-Apps zum Bearbeiten von Fotos.
Seit 2. Oktober 2012 war Belle Feature Pack 2 als OTA-Update für die Modelle 808, 700, 701 und 603 verfügbar. Es beinhaltet eine Verbesserung der Kamera, eine neue virtuelle Tastatur, einen neuen HTML-5-Browser, einen verbesserten Musikplayer und einen Kfz-Modus. Es gibt neue Widgets, darunter einen neuen „Lock-Screen“.

## Aufgabe durch Nokia
Stephen Elop führte in einem internen Memo vom Februar 2011 aus, dass die Weiterentwicklung von Symbian mit den wachsenden Nutzeranforderungen immer schwieriger werde und man so immer weiter hinter die Konkurrenten zurückfalle.
Im Oktober 2013 wurde bekannt, dass ab dem 1. Januar 2014 keine neuen Apps und Updates für Symbian mehr im Nokia Store eingereicht werden können, vorhandene Apps jedoch erhalten bleiben.